# Porieczje-Rybnoje
Porieczje-Rybnoje (ros. Поречье-Рыбное) – osiedle typu miejskiego w Rosji, w obwodzie jarosławskim, w rejonie rostowskim. W 2010 liczyło 1727 mieszkańców.